# انتخابات پارلمانی فنلاند (۲۰۲۳)
انتخابات پارلمانی فنلاند در ۲ آوریل ۲۰۲۳ برای انتخاب اعضای پارلمان فنلاند برگزار شد. حزب ائتلاف ملی اپوزیسیون (KOK) با کسب ۲۰/۸ درصد از آرای عمومی ملی و کسب ۴۸ کرسی در پارلمان، سومین نتیجه برتر را در تاریخ این حزب به‌دست‌آورد. برای اولین بار در تاریخ فنلاند، حزب مرکزی (KESK) در هیچ‌کدام از حوزه‌های رای‌گیری منطقه‌ای، آرای زیادی کسب نکرد. پنج حزب دولتی و چهار حزب اپوزیسیون با تقسیم کرسی‌های پارلمان تسهیم صد به صد کردند. پتری اورپو از حزب ائتلاف ملی انتظار می‌رود با کسب اکثریت، مذاکرات تشکیل دولت را در هفته بعد از عید پاک، زمانی که پارلمان تشکیل می‌شود، آغاز کند و همراه با رئیس‌جمهور، پارلمان او را به عنوان نامزد تشکیل‌دهنده دولت معرفی نماید.
پس از انتخابات پارلمانی فنلاند (۲۰۱۹)، حزب سوسیال دموکرات فنلاند (SDP) به رهبری آنتی رین، به عنوان نخست‌وزیر فنلاند کابینه خود را با KESK، لیگ سبز (VIHR)، اتحاد چپ (VAS) و حزب مردم سوئد فنلاند (SFP) تشکیل داد. در اواخر همان سال، رین درگیر یک رسوایی سیاسی در مورد خدمات پستی فنلاند شد و پس از آن استعفا داد. سانا مارین جانشین او شد و به جوانترین نخست‌وزیر جهان تبدیل شد. مارین به عنوان نخست‌وزیر، روی مسائل مربوط به تغییرات آب و هوایی تمرکز کرد، در حالی که دولت او همچنین با همه‌گیری کووید-۱۹ و تهاجم روسیه به اوکراین مواجه بود. این تهاجم او را بر آن داشت تا اعلام کند که فنلاند نامزدی خود را برای پیوستن به ناتو اعلام می‌کند، که در ماه مه ۲۰۲۲ این پیوستن انجام شد.
این برای اولین بار از زمان انتخابات پارلمانی فنلاند در سال ۱۹۵۴ بود که سه حزب برتر از نظر نتایج، کرسی‌های پارلمان را از دست ندادند. علاوه بر این، از زمان انتخابات پارلمانی فنلاند در سال ۱۹۸۳، این اولین بار بود که سه حزب برتر از نظر نتایج، درصد آرا را از دست ندادند.